# Chocóvireo
De chocóvireo (Vireo masteri) is een zangvogel uit de familie Vireonidae (vireo's). De vogel werd in 1996 beschreven door Paul Salaman en F. Gary Stiles. Het is een bedreigde, endemische soort vireo die praktisch alleen voorkomt in  Colombia.

## Kenmerken
De vogel is 11 tot 11,5 cm lang. De vogel lijkt sterk op de geelbandvireo (Vireo carmioli), maar heeft een langere wenkbrauwstreep. De vogel houdt zich op in montaan regenwoud.

## Verspreiding en leefgebied
Deze soort komt voor op een zestal plaatsen. In Colombia in de departementen Risaralda en Nariño en in het grensgebied met Ecuador in de provincies Esmeraldas en Pichincha. Het leefgebied is montaan bos op de westhellingen van de Andes op 1200 tot 1500 meter boven zeeniveau.

## Status
De chocóvireo heeft een versnipperd verspreidingsgebied en daardoor is de kans op uitsterven aanwezig. De grootte van de populatie werd in 2016 door BirdLife International geschat op 20 tot 25 duizend individuen en de populatie-aantallen nemen af door habitatverlies. Het leefgebied wordt aangetast door ontbossing waarbij natuurlijk bos wordt omgezet in gebied voor agrarisch gebruik (waaronder de teelt van coca) en de aanleg van een wegennet. Om deze redenen staat deze soort als bedreigd op de Rode Lijst van de IUCN.